# Церковь Воскресения Христова (Верхотурье)
Церковь Воскресения Христова — православный храм в городе Верхотурье Свердловской области. . В настоящее время церковь заброшена.
Постановлением Правительства Свердловской области от 10 марта 2011 года присвоен статус памятника архитектуры регионального значения.

## История
Строительство каменного, двухпрестольного, двухэтажного здания начато 13 марта 1786 года. 22 ноября того же года нижний ярус освящён в честь Воскресения Господня. 29 июля 1806 года верхний ярус освящён честь Нерукотворенного Образа Спасителя.
В 1922 году изъято имущество церкви: «2 пуда 1 фунт 30 золотников серебра» (33,1 килограмма). Закрыта в 1925 году, позже использовалась как котельная. Купол и колокольня снесены. В настоящее время не восстанавливается.

## Архитектура
Здание находится в исторической части города вблизи красной линии улицы Свободы и является одной из доминант береговой панорамы.
Вытянутый двухэтажный объём корабельного типа с трёхчастным построением плана. Храмовая часть перекрыта восьмилотковым сводом. Лучковая в плане апсида уже храмового объёма. В первом этаже изломы стен и границы между храмом и трапезной отмечены пилястрами, несущими междуэтажный карниз. Простенки пилястр прорезаны лучковыми проёмами по три на одну ось. Часть окон — ложные. Проёмы в «ушастых» обрамлениях с замком и с поднятыми бровками.
Внутрь ведут два входа с запада и с севера. За подколоколенным помещением с лестницами на второй этаж (разобраны) следуют друг за другом квадратные помещения трапезной и храма. Они перекрыты распалубными сводами — полулотковым и коробковым соответственно. Трапезная и алтарь под сферической конхой сообщаются с храмом через широкие арки.
На втором этаже подколоколенное помещение и храм перекрыты сводами — цилиндрическим и восьмилотковым сомкнутым соответственно. Перекрытия трапезной и алтаря плоские.